# Carlos Sánchez Polo
Carlos Sánchez Polo (Cáceres, 4 de mayo de 1944) es un político español.

## Biografía
Casado y con 4 hijos, es licenciado en Filología Románica y profesor de enseñanza secundaria. En 1987 accede a la alcaldía de Cáceres, siendo de nuevo alcalde en 1991, esta vez en coalición con Extremadura Unida. En 1995 pierde las elecciones y abandona la alcaldía, pero al mes siguiente es nombrado por Juan Carlos Rodríguez Ibarra vicepresidente de la Junta de Extremadura, cargo que ocupa hasta 2003.
Fue director territorial de la Junta de Extremadura en Cáceres).

## Cargos desempeñados
- Concejal del Ayuntamiento de Cáceres (1987-1995)
- Alcalde de Cáceres (1987-1995).
- Diputado por la provincia de Cáceres en la Asamblea de Extremadura (1995-1999).
- Vicepresidente de la Junta de Extremadura (1995-2003).
- Portavoz de la Junta de Extremadura (1998-2003).
- Diputado por la provincia de Cáceres en la Asamblea de Extremadura (2003-2007).
- Director territorial de Educación en la provincias de Cáceres (2007-2011)

- Datos: Q6404793